# HMS Redmill (K554)
«Редмілл» (англ. HMS Redmill (K554) — військовий корабель, фрегат типу «Кептен» підтипу «Баклі» Королівського військово-морського флоту Великої Британії за часів Другої світової війни.

## Історія створення
Фрегат «Редмілл» був закладений 14 липня 1943 року на верфі американської компанії Bethlehem Hingham Shipyard у Гінгемі, як ескортний міноносець класу «Баклі». 2 жовтня 1943 року він був спущений на воду, а 30 листопада 1943 року переданий до Королівських ВМС Великої Британії, де за тиждень увійшов до бойового складу флоту.

## Історія служби
«Редмілл» брав участь у бойових діях на морі в Другій світовій війні, супроводжував транспортні конвої союзників в Атлантиці. За час війни брав участь у взаємодії з іншими протичовновими кораблями у затопленні німецького підводного човна U-722.
27 березня 1944 року «Редмілл» разом з британськими фрегатами «Фіцрой» та «Байрон» у Гебридському морі потопили глибинними бомбами U-722.
27 квітня 1944 року фрегат «Редмілл» був серйозно пошкоджений західніше Мейо торпедами G7es німецького підводного човна U-1105. Рештки британського корабля були відбуксовані «Рупертом» до Північної Ірландії.